# Vicksburg (Mississippi)
Vicksburg település az Amerikai Egyesült Államok Mississippi államában, Warren megyében. Lakosainak száma 21 573 fő (2020. április 1.).

## Népesség
A település népességének változása:
| Lakosok száma | 23 856 | 21 653 | 21 573 |
|               | 2010   | 2019   | 2020   |